# Gomphoceroides flavutibia
Gomphoceroides flavutibia är en insektsart som beskrevs av Zheng, Z. och Zhen-ning Chen 2001. Gomphoceroides flavutibia ingår i släktet Gomphoceroides och familjen gräshoppor. Inga underarter finns listade i Catalogue of Life.